# Josefs stam
Josefs stam, en av Israels tolv stammar, härstammande från Josef, Jakobs son. I Egypten uppdelades Josefs stam i två stammar, Efraim och Manasse, med stöd av Jakobs välsignelse (1 Mos. 48:8-21).